# Desulfotomaculum alkaliphilum
Desulfotomaculum alkaliphilum è una specie di batterio appartenente alla famiglia delle Peptococcaceae.